# Marion Asche

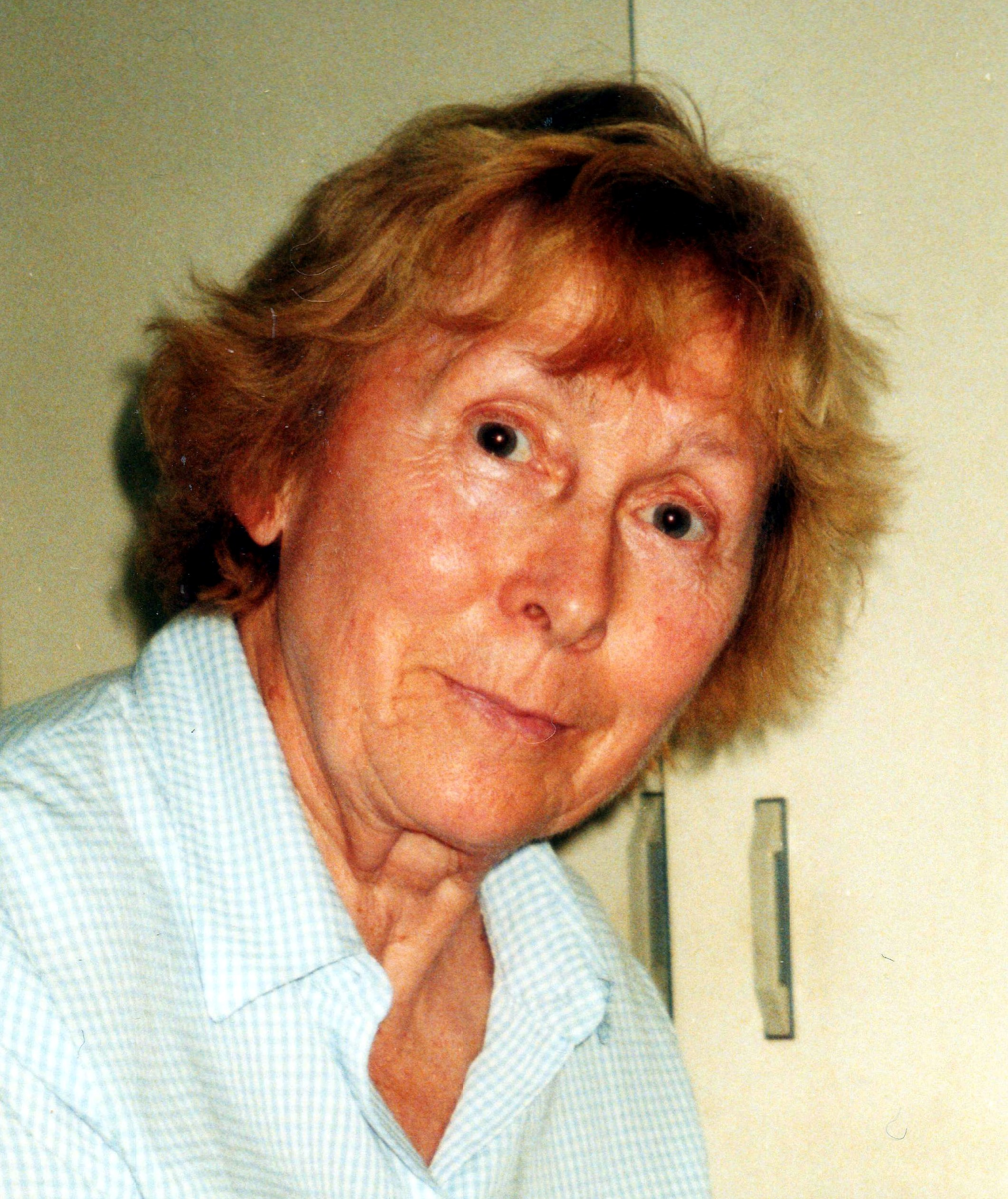
Marion Asche (2013)

Marion Asche (* 7. Januar 1935 in Berlin; † 11. Dezember 2013 ebenda) war eine deutsche Physikerin und Professorin für Festkörperphysik. Sie widmete sich insbesondere der Forschung auf dem Gebiet der Halbleiterphysik und erbrachte hier Pionierleistungen.

## Leben
Marion Asche wurde als Kind der Lisa Asche und ihres Ehemannes, des Gewerbeoberlehrers Werner Asche in Berlin geboren. Der Vater hatte eine Ausbildung als Grafiker und die Mutter als Modegestalterin an der Kunstgewerbeschule in Magdeburg erhalten. Bereits der Vater von Lisa Asche arbeitete zuvor an der Kunstgewerbeschule in Karlsruhe und später dann in Magdeburg als Lithograf. Dieser künstlerische familiäre Hintergrund war für Marion Asche und ihren Bruder Peter R. Asche, der in Magdeburg Regelungstechnik bei Heinrich Wilhelmi studiert hat, von großem Einfluss auf ihre anhaltend enge Verbindung zur Kunst.
Im Jahre 1941 wurde sie in Berlin-Prenzlauer Berg eingeschult, aber bereits ein Jahr später siedelt die Mutter wegen der Bombenangriffe auf Berlin zusammen mit der Tochter und dem 1940 geborenen Sohn nach Lauterbach bei Putbus auf die Insel Rügen um, sodass sie den Schulbesuch in Putbus fortsetzte. 1945 erfolgte die Rückkehr in ihre Wohnung nach Ost-Berlin, jedoch war der Vater noch bis 1950 in sowjetischer Kriegsgefangenschaft. Er erhielt danach eine Anstellung als Dozent an der Fachschule für Werbung und Gestaltung in Ost-Berlin, die er bis zu seinem Eintritt ins Rentenalter innehatte.
Wegen ihrer guten Leistungen kam Marion Asche 1949 auf die Käthe-Kollwitz-Oberschule und legte dort 1953 das Abitur mit dem Prädikat „sehr gut“ ab.
Danach begann sie ein Studium der Physik an der Humboldt-Universität zu Berlin (HUB). Von 1957 bis 1959 führte Marion Asche im Institut für Festkörperforschung der Deutschen Akademie der Wissenschaften  (DAW) Untersuchungen an Cadmiumsulfid (CdS)-Kristallen durch und erhielt mit einer Arbeit über dieses Thema von der HUB das Diplom als Physikerin mit dem Gesamtprädikat „ausgezeichnet“.

## Wirken als Halbleiterphysikerin  in der Forschung

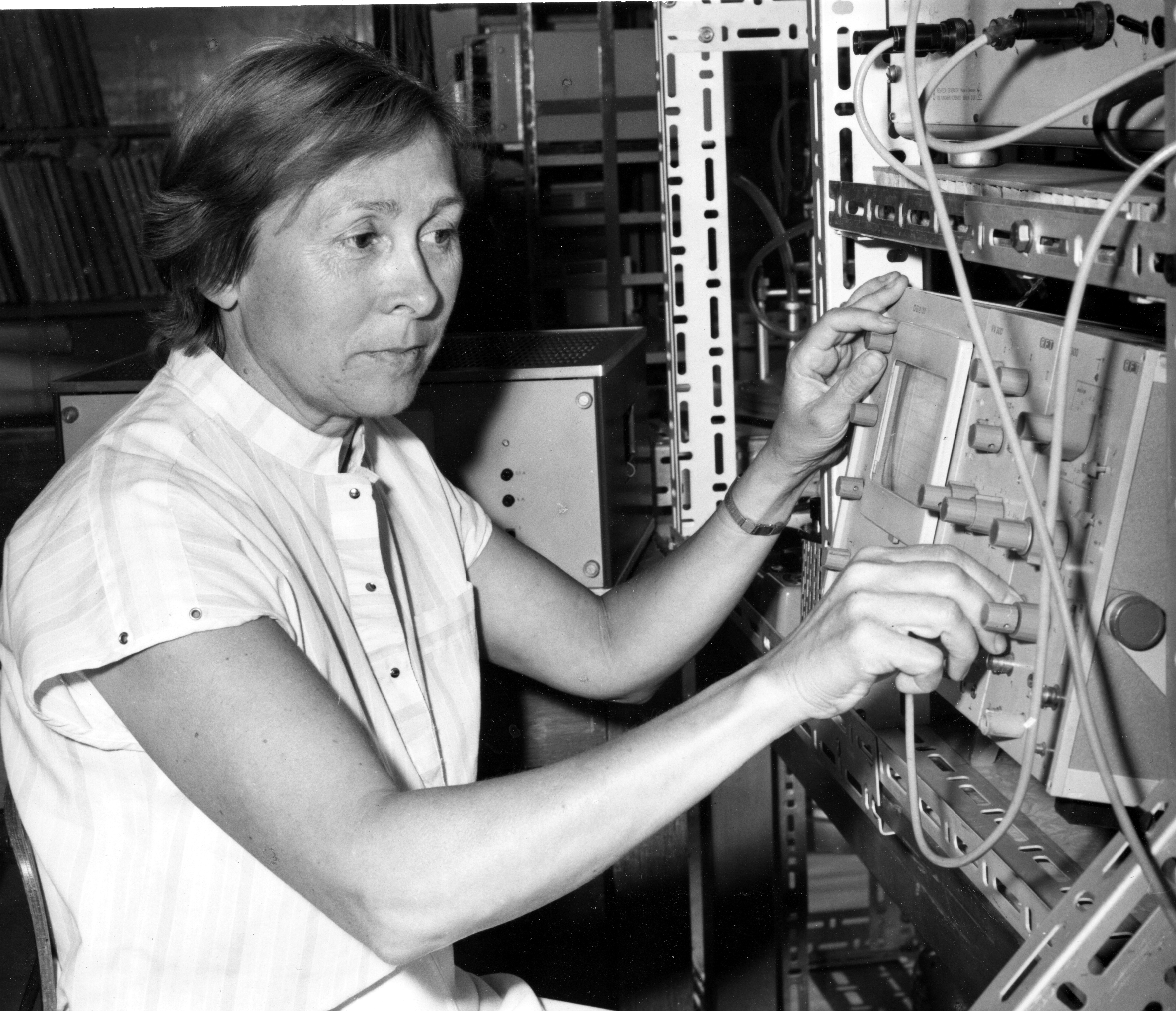
Marion Asche im Labor (1963)

Sie begann im Herbst 1959 ihre Berufstätigkeit an der DAW als wissenschaftliche Assistentin im Physikalisch-Technischen Institut (Leiter: Robert Rompe), dem späteren Zentralinstitut für Elektronenphysik der Akademie der Wissenschaften der DDR. Hier traf sie auf einen Kreis profilierter Wissenschaftler wie Klaus Thiessen u. a., und sie übernahm zunächst die Aufgabe, den Piezowiderstand von verschiedenen Halbleitermaterialien wie p-Germanium u. a. zu erforschen. Dazu hat sie eine spezielle Anlage für die Durchführung ihrer Experimente entworfen und nach deren Fertigstellung die langandauernden Messungen durchgeführt sowie die ersten wissenschaftlichen Resultate bereits ab dem Jahre 1963 publiziert.
Gegen Ende 1963 kam als Gastwissenschaftler der promovierte Oleg Sarbey aus Kiew in das Physikalisch-Technische-Institut. Seit dieser Zeit hat Marion Asche bis zum Ende ihrer wissenschaftlichen Tätigkeit sehr eng mit den Mitarbeitern der Ukrainischen Akademie der Wissenschaften zusammengearbeitet. Im Jahre 1964 verbrachte Marion Asche ein halbes Jahr in Kiew, wo sie die angefangenen Experimente und theoretischen Überlegungen mit den dortigen Kollegen fortsetzen konnte. Die Zusammenarbeit erwies sich als sehr erfolgreich und Ende 1965 promovierte sie mit einer Dissertation über „Heiße Elektronen in Silizium“ an der HUB mit „Auszeichnung“.
In der Folgezeit wurden die experimentellen und theoretischen Untersuchungen von Halbleitern in starken elektrischen Feldern erweitert. Die publizierten Ergebnisse fanden internationale Anerkennung und bildeten die Grundlage für ihre Habilitationsschrift. 1970 erhielt Marion Asche den akademischen Grad Doktor sc. nat. an der HUB.
Im Laufe von zehn Jahren untersuchte Marion Asche in Kooperation mit den ukrainischen Kollegen die Transporterscheinungen in starken elektrischen und magnetischen Feldern. Diese Untersuchungen führten zu einer Reihe bisher nicht beobachteter Erscheinungen, und einige Resultate wurden in Lehrbücher aufgenommen, z. B. vom Lehrstuhl Seeger an der Universität Wien.
Die Einbeziehung von tiefen Temperaturen in die Messungen führte Marion Asche im Jahre 1984 zu der Beobachtung einer spontanen Symmetriebrechung in der Verteilung von Elektronen in Vieltal-Halbleitern, die früher von den Kiewer Theoretikern vorausgesagt war und die jetzt als Entdeckung Nummer 294 vom Staatskomitee für Erfindungs- und Entdeckungswesen der Sowjetunion im Jahre 1986 anerkannt und registriert wurde (mit der Priorität von 1984). Es war hier der erste Fall einer physikalischen Entdeckung mit Beteiligung von deutschen Wissenschaftlern zu diesem Zeitpunkt.
Marion Asche wurde daher im Jahre 1987 für „hervorragende wissenschaftliche Leistungen auf dem Gebiet der Halbleiterphysik“ durch den Präsidenten der Akademie der Wissenschaften der DDR (AdW) Werner Scheler zur Professorin ernannt.
Sie erweiterte den Kreis ihrer Interessen in der Festkörperphysik, und in Kooperation mit den Kiewer Kollegen nahm sie teil an Untersuchungen von ballistischen Phononen, nichtlinearen optischen Prozessen, Abkühlung von Elektron-Hole-Plasma in Halbleitern und anderen zeitgemäßen Themen der Festkörperphysik in den 1980er und 1990er Jahren. In der letzten Zeit ihrer wissenschaftlichen Tätigkeit war ihr Interesse den Untersuchungen zweidimensionaler Systeme gewidmet, wo sie auch bedeutende Resultate erzielte.
Marion Asche hat etwa 85 Veröffentlichungen in internationalen Fachzeitschriften publiziert, davon zwei Review-Artikel, die von vielen Spezialisten zitiert wurden. Sie hat an drei Monographien mitgearbeitet, die in Verlag „Naukowa Dumka“ in Kiew und beim Springer-Verlag in Heidelberg erschienen sind. Auch für das ABC der Physik im Brockhaus Verlag und für das ukrainische enzyklopädische Wörterbuch schrieb sie Fachartikel. Bemerkenswert sind auch ihre Beiträge zur Geschichte der Physikalischen Gesellschaft zu Berlin (PGzB) anlässlich der Feiern zum 150-jährigen Bestehen der Berliner und damit der Deutschen Physikalischen Gesellschaft im Jahre 1995.
Sie war auch Mitautor von drei Patenten. Zahlreiche Diplom- und Promotionsarbeiten wurden von ihr betreut.
Sie bekam viele Einladungen für Vorträge auf internationalen Konferenzen und in renommierten Institutionen in der Bundesrepublik Deutschland und im Ausland. Auf Grund ihrer herausragenden Leistungen fand sie internationale Anerkennung und wurde bereits vor der Deutschen Wiedervereinigung zu Vorträgen nach Frankreich, Italien, Österreich, Dänemark, in die Sowjetunion und in die Bundesrepublik Deutschland eingeladen.
Marion Asche arbeitete nicht nur mit ukrainischen Physikern eng zusammen. Obwohl sie bis 1989 nur sporadisch Diskussionen mit Physikern aus der westlichen Welt führen konnte, hat sie nach der Grenzöffnung die Zusammenarbeit mit englischen und westdeutschen Wissenschaftlern intensiv betrieben, und dies brachte zugleich eine Reihe von gemeinsamen wissenschaftlichen Veröffentlichungen hervor. Diese entstanden insbesondere aus der langjährigen Kooperation mit den Lehrstühlen von Frederick Koch an der TU München und von Eckehard Schöll an der TU Berlin.
Charakteristisch für Marion Asche als Wissenschaftlerin war die allseitige Kompetenz in den von ihr betriebenen Untersuchungen – vom Schleifen der Proben, was sie häufig selbst gemacht hat, bis zur theoretischen Bearbeitung der Resultate sowie dem Niederschreiben der Forschungsergebnisse und Fachartikel.
Von 1971 bis 1979 leitete sie eine Arbeitsgruppe für die Untersuchung der heißen Elektronen bei der AdW und ab Dezember 1990 bis 1992 war sie Leiterin der Abteilung für Halbleitertransport im Zentralinstitut für Elektronenphysik der AdW. Sie hat sehr aktiv auch bei der Gründung des Paul-Drude-Instituts für Festkörperelektronik (PDI) (Leiter: Klaus Ploog) der Leibniz-Gemeinschaft im Zuge der Wiedervereinigung mitgewirkt, hier war sie bis zu ihrem Eintritt in den Ruhestand im Jahre 2000 tätig.

## Mitgliedschaften und Ehrungen
- Im Jahre 1972 war sie einer der Gründer der Internationalen Konferenz „Hot Electrones in Semiconductors“  (HCIS).
- Sie arbeitete in Programm- und Beratungskomitees von internationalen Konferenzen und anderen Gremien.
- Von 1991 bis 2000 war Marion Asche Mitglied des Vorstandes der Deutschen Physikalischen Gesellschaft (DPG),
- Von 1991 bis 1998 war sie Mitglied des Vorstandes der Physikalischen Gesellschaft zu Berlin (PGzB).
- Von 1994 bis 1996 wirkte sie als Vorsitzende der Physikalischen Gesellschaft zu Berlin, danach bis 1998 als Stellvertretende Vorsitzende. Damit stand sie als erste Frau an der Spitze einer der ältesten Wissenschaftlerorganisationen (gegründet 1845), der viele bekannte Physiker nahestanden wie die Nobelpreisträger Albert Einstein, Erwin Schrödinger, Werner Heisenberg u. a.
- Ihre wissenschaftlichen Leistungen wurden durch den „Preis des Präsidenten der Akademie der Wissenschaften der DDR für Spitzenleistungen“ im Jahre 1972 gewürdigt.
- Auszeichnung für ihre im Jahre 1984  erfolgte Entdeckung
- In den folgenden Jahren wurden ihre Leistungen mit drei weiteren 1. Preisen des ukrainischen Akademieinstitutes bestätigt.

## Privatleben

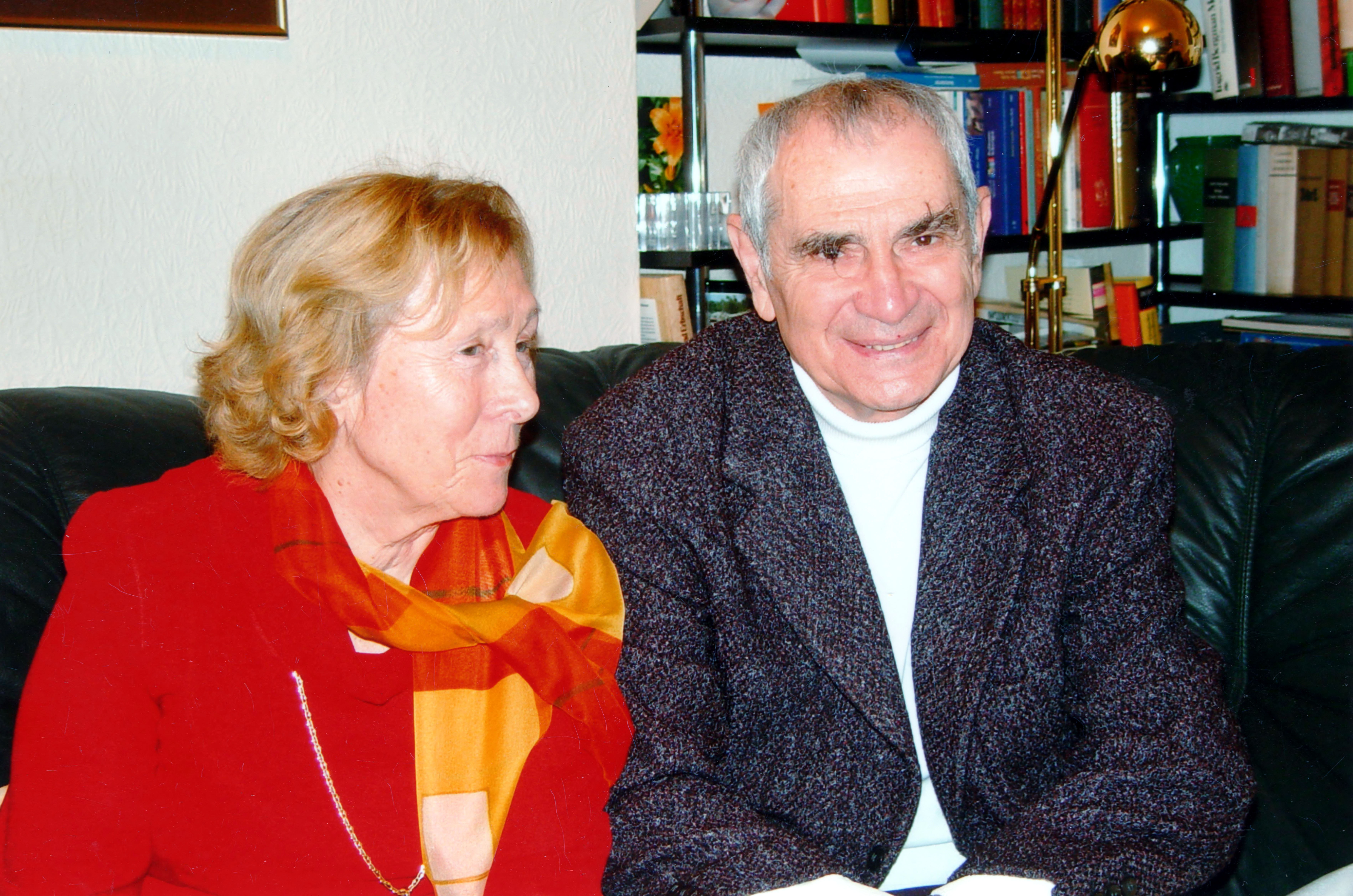
Marion Asche, Oleg Sarbey (2013)

Als am Ende der 1980er Jahre in der Sowjetunion (SU) die „Perestrojka“ aufkam und sie darüber durch ihre Kenntnisse der Umstände in der SU besser informiert war, hat sie es für wichtig betrachtet, die Mitarbeiter des Instituts darüber möglichst ausführlich zu informieren.
Das Preisgeld, das sie im Jahre 1986 für die zuvor bereits erwähnte Auszeichnung für ihre Entdeckung in der SU erhielt, spendete sie für die Opfer der Tschernobyl-Atomkatastrophe in der Ukraine.
Marion Asche heiratete im Jahre 2005 den Kiewer Halbleiter-Physiker und Professor Oleg Sarbey, mit dem sie bereits seit 1965 verbunden war.

## Veröffentlichungen (Auswahl)
- Zur Frage der Beweglichkeit der heißen Elektronen in Silizium. physica status solidi (b). Bd. 7, 1964, S. 339 (mit Oleg G. Sarbey).
- Heiße Elektronen in n-Silizium. Dissertation, Humboldt-Universität zu Berlin, Mathematisch-Naturwissenschaftliche Fakultät 1965.
- Piezowiderstand von p-Germanium. physica status solidi (b). Bd. 18, H. 2, 1966, S. 749–754 (mit Oleg G. Sarbey und V. M. Vasetskii).
- Electric conductivity of hot carriers in Si and Ge. physica status solidi (b). Bd. 33, H. 9,  1969, Review-Artikel (mit Oleg G. Sarbey).
- Transportprozesse in n-Silizium. Habilitationsschrift, Humboldt-Universität zu Berlin, Sektion Physik 1970.
- Non-Even Dependence of Conductivity of Hot Electrons on Magnetic Field Strength in Many-Valley Semiconductors. physica status solidi (b). Bd. 52, 1972, S. 707 (mit Oleg G. Sarbey und J. G. Savyalow).
- A New Type of Galvanomagnetic Effect for Hot Electrons in Many-Valley Semiconductors. Solid State Communication. Bd. 21, 1977, S. 751 (mit K. Papunaschwili und Oleg G. Sarbey).
- Experimental Proof of the Multivalued Sasaki-Effect in n-Si. J. Phys. C, Sol. State Phys., Bd. 13, 1980, S. 645 (mit H. Kostial und Oleg G. Sarbey).
- Stratification of a Transverse Field in Many-Valley Semiconductors. Sov. Phys. JETF, Bd. 54, 1981, S. 715 (mit anderen).
- Electron-Phonon Interaction in Si. physica status solidi (b). Bd. 103, H. 11, 1981. Review-Artikel (mit Oleg G. Sarbey).
- Heiße Elektronen in Vieltalhalbleitern. Monographie, russisch. Verlag Naukova dumka, Kiew 1982 (mit Z. S. Gribnikov, V. V. Mitin und  Oleg G. Sarbey).
- The Role of Electron-Hole Interaction in Cooling Process of Highly Exited Carriers. physica status solidi (b).  Bd. 126, 1984, S. 607 (mit Oleg G. Sarbey).
- Multivalued Distribution of Hot Electrons between Equivalent Valleys. In: Monographie  “Hot Electrons in Semiconductors”. Topics in Applied Physics, Bd. 58. Springer Verlag, Heidelberg 1985.
- Hot electron transport in semiconductors. Ed. by L. Reggiani. Springer-Verlag, Berlin; Heidelberg; New York; Tokyo 1985, ISBN 3-540-13321-6.
- Investigation of Nonequilibrium Phonons in GaAs. physica  status solidi (b).  Bd. 136, 1986, S. 63  (mit anderen).
- Multivalued Hot Electron Distribution as Spontaneous Symmetry Breaking. Sol. State Electronics. Bd. 32, 1989, S. 1633.
- Phase Coherence of the Electrons in Delta-Doped GaAs. Superlattices and Microstructures. Bd. 10, 1991, S. 425 (mit anderen).
- Self-Induced Birefringence of Infrared Light in n-Ge. Phys. Rev. Lett. Bd. 71, 1993, S. 3027 (mit anderen).
- Hot Electrons and Nonequilibrum Phonons in Multiple Delta-Doped GaAs. In: “Hot Carriers in Semiconductors”  Edited by K. Hess et al. Plenum Press, New York 1996 (mit anderen).
- The DX- center formation at high electric fields in planar-doped GaAs:Si. Physica Bd. 788, 2001, S. 308–310 (mit Oleg G. Sarbey).
- Quantum–Well Reshaping by Hot Electrons in Planar-Doped Structures. Phys. Rev. Bd.  66, 2002, S. 2333 (mit Oleg G. Sarbey).